# Departamento de General Lamadrid
Departamento de General Lamadrid är en kommun i Argentina.   Den ligger i provinsen La Rioja, i den nordvästra delen av landet, 1 200 km nordväst om huvudstaden Buenos Aires. Antalet invånare är 7 923.
Omgivningarna runt Departamento de General Lamadrid är i huvudsak ett öppet busklandskap. Trakten runt Departamento de General Lamadrid är nära nog obefolkad, med mindre än två invånare per kvadratkilometer.